# ジョヴァンニ・レイナ
- ジョバンニ・レイナ

ジョヴァンニ・アレハンドロ・レイナ（Giovanni Alejandro Reyna, 2002年11月13日 - ）は、アメリカ合衆国のプロサッカー選手。イングランド・タインアンドウィア州サンダーランド出身のプロサッカー選手。ブンデスリーガ・ボルシア・ドルトムントアメリカ合衆国代表。ポジションはMF。
父は元アメリカ合衆国代表のクラウディオ・レイナ。

## 経歴
2002年に父のクラウディオがサンダーランドAFCに所属していた時にサンダーランドで生まれる。父は翌年マンチェスター・シティFCに移籍し、2007年までプレー。以降アメリカに帰国し、メジャーリーグサッカーのニューヨーク・レッドブルズでプレーし、2008年に引退。その後2013年にマンチェスター・シティFCの提携チームとしてリーグに参入したニューヨーク・シティFCのユースアカデミーのスタッフとして働いていた関係で、ジョヴァンニは2015年に同チームのユースチームに入団。ユース世代のアメリカ代表での活躍。
提携元のマンチェスター・シティFCをはじめ、FCバルセロナやアヤックス・アムステルダムなどの有力チームがレイナの獲得に興味を示す中、2019年7月1日にボルシア・ドルトムントがレイナとの契約を締結。加入後U-19チームに登録され、11試合4得点を記録したところで、2020年1月17日に2軍にあたるボルシア・ドルトムント IIを飛び越えて一気にトップチーム昇格が決まり、「クリスチャン・プルシックの再来」として注目を集める。翌日のFCアウクスブルク戦で、レッドブル・ザルツブルクから加入したばかりのアーリング・ブラウト・ハーランドが、移籍初戦でハットトリックを達成した試合で、後半27分からトルガン・アザールとの交代でプロデビューを果たし、ヌリ・シャヒンらに次ぐ史上5番目の若さでブンデスリーガデビューを果たした。
2020年9月20日、2020-21シーズン開幕戦のボルシア・メンヒェングラートバッハ戦でリーグ戦初ゴールを記録。11月20日には2025年までの契約に合意したことが発表された。
2024年1月31日、ボルシア・ドルトムントとの契約を2026年6月30日まで延長し、その後プレミアリーグのノッティンガム・フォレストに2023-24シーズン終了までのレンタルで移籍した。2月4日、プレミアリーグのボーンマス戦で、78分にアンソニー・エランガに代わって途中出場し、フォレストでのデビューを果たした。4月13日、ウルヴァーハンプトン・ワンダラーズ戦でシーズン初先発を果たし、アシストを記録した。

### 代表
プロデビュー前の2016年から各ユース世代のアメリカ合衆国代表に招集。2019年には2019 FIFA U-17ワールドカップにU-17代表として出場しキャプテンも務めた。グループリーグでは日本代表とも対戦したが、グループリーグ敗退に終わった。
2020年11月12日、ウェールズ戦でユヌス・ムサらと共に17歳でフル代表デビュー。16日のパナマ戦で、代表初ゴールを決めた。

## 代表歴

### 出場大会
- アメリカ代表
  - 2022 FIFAワールドカップ

### 試合数
- 国際Aマッチ 24試合 7得点（2020年-）[16]

| アメリカ代表 | 国際Aマッチ | 国際Aマッチ |
| 年           | 出場        | 得点        |
| ------------ | ----------- | ----------- |
| 2020         | 2           | 1           |
| 2021         | 7           | 3           |
| 2022         | 7           | 0           |
| 2023         | 8           | 3           |
| 2024         |             |             |
| 通算         | 24          | 7           |

## タイトル

### クラブ
ボルシア・ドルトムント
- DFBポカール: 2020-21

### 代表
アメリカ合衆国
- CONCACAFネーションズリーグ: 2019-20, 2022-23